# 467
467 (CDLXVII na numeração romana) foi um ano comum do século V do Calendário Juliano, da Era de Cristo. a sua letra dominical foi A (52 semanas). Teve início a um domingo e terminou também a um domingo. A denominação 467 para este ano tem sido usada desde o início do período medieval, quando a era do calendário Anno Domini se tornou o método predominante na Europa para nomear os anos.
| Ano completo                    |
| ------------------------------- |
| Ano comum com início ao domingo |

## Eventos
- Conímbriga que fazia parte do Convento Escalabitano é devastada pelos Suevos. A população transfere-se para Emínio que deu origem à actual Coimbra.